# Якаге
Якаге (яп. 矢掛町 Якагэ-тё:) — посёлок в Японии, находящийся в уезде Ода префектуры Окаяма. Площадь посёлка составляет 90,62 км², население — 14 467 человек (1 августа 2014), плотность населения — 159,64 чел./км².

## Географическое положение
Посёлок расположен на острове Хонсю в префектуре Окаяма региона Тюгоку. С ним граничат города Курасики, Касаока, Ибара, Содзя, Асакути.

## Население
Население посёлка составляет 14 467 человек (1 августа 2014), а плотность — 159,64 чел./км². Изменение численности населения с 1980 по 2005 годы:
| 1980 | 18 400 чел. |  |
| 1985 | 17 869 чел. |  |
| 1990 | 17 306 чел. |  |
| 1995 | 16 803 чел. |  |
| 2000 | 16 230 чел. |  |
| 2005 | 15 713 чел. |  |